# Калвърт (остров)

Остров Калвърт (на английски: Calvert Island) е 14-ият по големина остров край западните брегове на Канада в Тихия океан. Площта му е 329 km2, която му отрежда 83-то място сред островите на Канада. Административно принадлежи към канадската провинция Британска Колумбия. Необитаем.
Островът се намира край западното крайбрежие на Британска Колумбия, като заливът Фиц Хю го отделя на изток от континенталните брегове на Северна Америка, а на север протока Куакшуа – от по-малкия остров Хеката. Западните брегове на острова се мият от водите на залива Кралица Шарлота.
Бреговата му линия с дължина 124 км е слабо разчленена. покрай югозападните и северните брегове на острова има стотици малки островчета, скали и рифове, които правят корабоплаването в този район особено опасно.
По-голямата част на острова е равнинна и нискохълмиста с максимална височина от 1017 м (връх Маунт Бъкстън) в централната източна част. Има няколко малки езера, най-голямото от които е езерото Чик Чик.
Климатът е умерен, морски, влажен, предпоставка за пълноводни почти през цялата година къси реки. Голяма част от острова е покрита с гъсти иглолистни гори, които предоставят идеални условия за богат животински свят. Най-северната част на острова, заедно с близките острови и водни територии попада в природния парк Хакай с площ от 1200 км2, който е най-голямата морска охранителна зона по крайбрежието на Британска Колумбия.
Островът е открит през юли 1788 г. от английския търговец на ценни кожи Чарлз Дънкан и е кръстен от него вероятно в чест на лорд Сесил Калвърт (1605-1675), втори барон на Балтимор, губернатор на остров Нюфаундленд в периода от 1629 до 1632 г. Четири години по-късно, през 1792 г. когато експедицията на Джордж Ванкувър извършва първото изследване и картиране на тези райони названието на острова е запазено в картите изработени от Джордж Ванкувър.